# Portage Township (Missouri)
Portage Township est un ancien township, situé dans le comté de New Madrid, dans le Missouri, aux États-Unis,.
Le township est fondé en 1874 et baptisé en référence au bayou de Portage.

### Source de la traduction
- (en) Cet article est partiellement ou en totalité issu de l’article de Wikipédia en anglais intitulé « Portage Township, New Madrid County, Missouri » (voir la liste des auteurs).